# Diocèse de Sololá-Chimaltenango
Le diocèse de Sololá-Chimaltenango (en latin : Dioecesis Sololensis-Chimaltenangensis ; en espagnol : Diócesis de Sololá-Chimaltenango) est un diocèse de l'Église catholique du Guatemala, suffragant de l'archidiocèse de Los Altos, Quetzaltenango-Totonicapán.

## Territoire
Son territoire comprend les départements de Sololá et de Chimaltenango sur une superficie de 3 040 km2 divisé en 44 paroisses. Son siège épiscopal est dans la ville de Sololá avec la cathédrale de l'Assomption de la Vierge. À Chimaltenango se trouve la cocathédrale dédiée à sainte Anne.
L'église de Santiago Atitlán conserve le cœur du bienheureux Stanley Rother, missionnaire américain.

## Histoire
La diocèse de Sololá est érigé le 10 mars 1951 par la constitution apostolique Omnium in catholico du pape Pie XII en prenant sur une partie du territoire du diocèse de Los Altos (aujourd'hui archidiocèse de Los Altos, Quetzaltenango-Totonicapán) et de l'archidiocèse de Santiago de Guatemala, dont il devient le suffragant.
Par la lettre apostolique Christiani populi du 18 août 1960, le pape Jean XXIII décrète que Notre-Dame des Douleurs est la patronne principale du diocèse. D'après la légende, un marchand vient un jour se reposer dans la cathédrale, portant avec lui un petit tableau de la Vierge des Douleurs. Mais lorsqu'il veut partir, il ne peut emporter l'image qui reste bloquer sur place. Plusieurs personnes essayent sans succès, et les fidèles comprennent que la Vierge veut que le tableau reste dans la cathédrale. Le cadre qui entoure l'image à la forme d'une coquille, c'est pourquoi l'image est surnommée la concha,.
Le 27 avril 1967, il cède une portion de son territoire pour l'érection du diocèse de Santa Cruz del Quiché (aujourd'hui diocèse de Quiché).
Il intègre la province ecclésiastique de Los Altos, Quetzaltenango-Totonicapán le 13 février 1996. Le 31 décembre de la même année, en vertu du décret Multum conferre de la congrégation pour les évêques, l'église sainte Anne de Chimaltenango est élevée au rang de cocathédrale et le diocèse prend son nom actuel. Le même jour, il cède une portion de territoire pour l'érection du diocèse de Suchitepéquez-Retalhuleu.

## Évêques
- Angélico Melotto Mazzardo, O.F.M. (27 juin 1959 - 5 avril 1986)
- Eduardo Ernesto Fuentes Duarte (5 avril 1986 - 20 juillet 1997)
- Raúl Antonio Martinez Paredes (28 janvier 1999 - 28 juillet 2007), nommé évêque auxiliaire de Guatemala
- Gonzalo de Villa y Vásquez, S.J (28 juillet 2007 - 16 juillet 2020), nommé archevêque de Santiago de Guatemala
- Domingo Buezo Leiva (16 juillet 2021- )[9].